# Dzień Darczyńcy Pamięci
Dzień Darczyńcy Pamięci – święto mające na celu uhonorowanie i wyrażenie wdzięczności osobom, które przekazały do archiwów osobiste lub rodzinne dzienniki, wspomnienia, dokumenty, fotografie lub inne materiały archiwalne. Święto niemające ustalonej jednej daty, organizowane przez instytucje i organizacje posiadające zasoby archiwalne.

## Dzień Darczyńcy Pamięci organizowany przez Ośrodek KARTA
Ośrodek KARTA zorganizował dwie edycje Dnia Darczyńcy Pamięci. Po raz pierwszy Dzień ten zorganizowano w Domu Spotkań z Historią w Warszawie 6 października 2014. W uroczystości wzięło udział blisko 100 gości. Podczas gali wyróżnione zostały wybrane kolekcje archiwalne, które zostały przekazane do Archiwum Ośrodka KARTA w 2013 roku, wśród nich archiwum autorskie Edwarda Grochowicza (1939–2014), ofiarowane przez Beatę Grochowicz; kolekcja Barbary Ilińskiej; dzienniki Wiktora Eugeniusza Nowakowskiego, ofiarowane przez Wandę Nowakowską; wspomnienia i dzienniki Zbigniewa Lubienieckiego; spuścizna Jerzego Konrada Maciejewskiego, przekazana przez Tomasza Maciejewskiego oraz kolekcja osobista Zdzisława Najdera. Na koniec uroczystości wszystkim „Darczyńcom Pamięci” wręczono dyplomy, przygotowane z okazji ich święta, w podziękowaniu za przekazanie zbiorów do Archiwum Ośrodka KARTA.   
Po raz drugi Dzień Darczyńcy Pamięci odbył się po zakończeniu I Kongresu Archiwów Społecznych w Muzeum Historii Żydów Polskich POLIN w Warszawie – 24 października 2015. Uroczystą galę poprowadził dziennikarz Jerzy Kisielewski. W trakcie uroczystości wręczono podziękowania 60 darczyńcom, którzy przekazali swoje kolekcje do Archiwum Ośrodka KARTA. Honorowymi ambasadorami akcji zostali: Katarzyna Grochola, Jerzy Kisielewski, Agata Tuszyńska oraz Wojciech Widłak. Symbolem Dnia Darczyńcy Pamięci ustanowiono kwiat słonecznika. 

## Dzień Darczyńcy Pamięci organizowany przez Miejską Bibliotekę Publiczna w Bartoszycach
6 października 2015 Miejska Biblioteka Publiczna w Bartoszycach zorganizowała po raz pierwszy Dzień Darczyńcy Pamięci. Uhonorowano osoby, które przekazały do Biblioteki kolekcje rodzinne, spuścizny osobiste, prywatne dokumenty i fotografie, tym samym przyczyniając się do rozwoju Cyfrowego Archiwum Tradycji Lokalnej prowadzonego przez Bibliotekę. Wszyscy ofiarodawcy – oprócz podziękowań – otrzymali foldery o Bartoszycach, które ufundował Urząd Miasta Bartoszyce. Uczestnicy  uroczystości mieli również okazję obejrzeć wystawę „3 lata Cyfrowego Archiwum Tradycji Lokalnej w Bartoszycach”.

## Dzień Darczyńcy organizowany przez Muzeum POLIN
Muzeum Historii Żydów Polskich POLIN zorganizowało 7 września 2017 Dzień Darczyńcy. Uroczystość miała na celu uhonorowanie osób, które przekazały do zbiorów Muzeum POLIN swoje pamiątki, fotografie, dokumenty i książki. Podczas spotkania pokazano, w jaki sposób zbiory są wykorzystywane na wystawach i podczas zajęć edukacyjnych organizowanych w Muzeum. Tematem przewodnim był projekt „Obcy w domu. Wokół Marca'68”. W trakcie uroczystości odbyła się dyskusja panelowa z udziałem m.in. Piotra Pazińskiego, redaktora naczelnego miesięcznika „Midrasz”. Dzień Darczyńcy zorganizowano w ramach Europejskiego Dnia Kultury Żydowskiej.